# ギルモア・クラーク
ギルモア・デヴィッド・クラーク（Gilmore David Clarke、1892年 - 1982年）は、アメリカで多くの公園や公共スペースを設計したアメリカの土木技師・ランドスケープアーキテクト。母校コーネル大学建築学部地域計画学（CRP）初代教授。

## 作品実績
- ニューヨーク・リバーサイドパーク（フレデリック・ロー・オルムステッド、チャールズ・エリオット、カルバート・ヴォー、サミュエル・パーソンズ・ジュニアらと）
- カドマンプラザパーク
- ブライアント・パーク（カレル・アンド・ヘイスティングス、ハンナ/オーリン、ウィリアム・ホワイト・ジュニアらと）
- サンセットパーク（サミュエル・パーソンズ・ジュニアらと）
- ストイフェサントタウン
- セントラルパーク（フレデリック・ロー・オルムステッド、カルバート・ヴォー、ignatz・アントン・Pilat、サミュエル・パーソンズ・ジュニア、マイケル・ラプラーノらと）
- ジョージ・ワシントンメモリアルパークウェイ（フレデリック・ロー・オルムステッド・ジュニア、ウィルバーH.シモンソンらと）
- シティホールパーク
- ニューヨーク・ワールドフェア1939ランドスケープと諸施設
- ニューヨーク・ワールドフェア1964（噴水や彫像公園、ユニスフィア、展示"瞑想の庭"など多くの施設を設計）

## 経歴
ニューヨーク市の出身。コーネル大学建築学部で教育を受けて、1913年に卒業、ランドスケープ・アーキテクチュアと土木工学でBSの学位を授与している。
ブロンクス・リバー・パークウェイ委員会の建設の監督者として赴任からキャリアをはじめる。
特にハーマン・メルケルが設計した15マイルのロングウェイ実装において、橋のデザインで風景画技法を導入した。 
ウエストチェスター郡とニューヨーク州の公園道路で、伝統と時代の空気を付与する自然石での素朴な橋にクラークの好みが現れている。 
第一次世界大戦時米軍でもエンジニアを務め、戦後にかけては地元レベルから連邦レベルに至るまで、いくつかの建築委員会委員を務めた。 
とりわけ、ニューヨーク州議会議事堂と公園に関する評議会の建築諮問委員会委員を務め、1931年には先の橋梁作品で名誉金賞を受賞した。
また、マウントバーノンメモリアル・パークウェイやブルーリッジパークウェイを手がけたランドスケープアーキテクト、スタンリー・アボットとともに、ポトマック川に沿うレイアウトで協働した。
1932年から1950年まで、芸術に関する国家委員会でランドスケープ・アーキテクチャー部門の代表を務める。 
ニューヨークでの実績に加えて、クラークは1932年に任命された美術委員会で、1937年から1950年までその会長を務めている。委員会を主導したジェファーソン記念館ジョン・ラッセル教皇、新しいの立地がペンタゴンに近いアーリントン墓地、いわゆる建設トルーマンバルコニー・南柱廊内にみられるホワイトハウス新古典主義のデザインなど、この期間中に起こった美観紛争に加担している。
1934年にはニューヨーク市公園局のコミッショナーであったロバート・モーゼスの下でコンサルタントを務める。クラークはセントラルパーク動物園の拡大やリバーサイドパークおよび他の多くの公共スペース設計がこのころの実績としてあり、ロバート・モーゼスはペンシルバニア・ターンパイクとトランブルの交差が、高速道路としての効率的かつ美しい外観となるよう、ガーデンステート・パークウェイを通じランドスケープアーキテクトとエンジニアにクラークを任命した。 
翌年、彼はマイケル・ラプラーノと協働、クラーク＆ラプラーノ事務所を設立した。 
クラーク＆ラプラーノは、リバーサイドパークに隣接するニューヨークのヘンリー・ハドソンリバー・パークウェイ設計を皮切りに、ニューヨーク、ニュージャージー、ペンシルベニア州、テネシーなどで州間高速道路や州内高速道路、公園や公園道路を手がけていく。 
1935年から1950年まで、コーネル大学地域計画学科でランドスケープ・アーキテクチャー担当教授として赴任し、1939年からは建築学部長も務めた。ニューヨークで1939年と1964年に開催された両方の世界博覧会では、メドウズ・コロナパークフラッシングなど、クラーク＆ラプラーノ社はランドスケープ設計で深く関与していた。 
1944年から1945年まで、ローマのアメリカンアカデミー特別委員会の委員長。1945年、フランク・P・ブラウン賞を受賞した。クラークは1972年に引退し、その後国連本部建設の相談役、アメリカ自然史博物館顧問となったが、デンマーク沖のクルーズ船ロイヤルバイキングスターに乗船中に死去した。